# Gierłoż

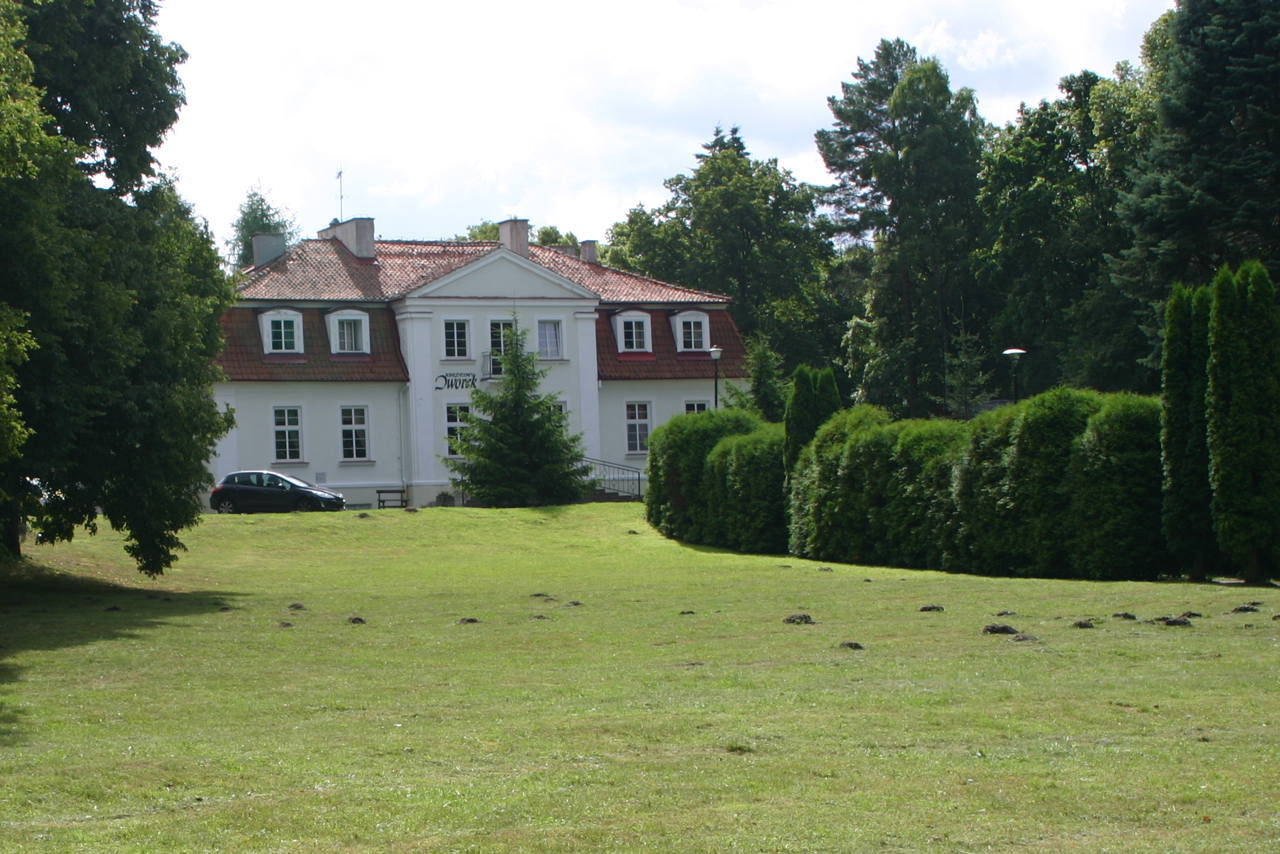

Gierłoż (tyska Görlitz) är en by i Ermland-Masuriens vojvodskap i nordöstra Polen. Gierłoż tillhör kommunen Kętrzyn och hade 24 invånare år 2000. I närheten av byn finns ruinerna efter Adolf Hitlers högkvarter Wolfsschanze.